# تحلیل رفتار متقابل
تحلیل تراکنشی (رفتار متقابل) (به انگلیسی: Transactional Analysis)، یا به صورت (مخفف انگلیسی: TA) نظریه‌ای در روان‌شناسی اجتماعی است؛ که توسط اریک برن، روان‌پزشک کانادایی به وجود آمده. در چهار دهه گذشته نظریه اریک برن راه‌های تازه‌ای را در زمینه روان درمانی مشاوره و تحصیل به وجود آورده‌است.

## مقدمه‌ای بر تحلیل رفتار متقابل
تحلیل رفتار متقابل یک تئوری روان‌شناسی است که توسط اریک برن در سال ۱۹۵۰ میلادی ارائه گردید و به لحاظ کاربرد آن در حل مشکلات احساسی و رفتاری، مورد قبول جامعه روان‌شناسی قرار گرفته و تدریجاً در زمینه‌های مشاوره، روان‌کاوی، گروه درمانی، مدیریت، جامعه‌شناسی، توسعه سازمانی و آموزش، نظریه‌های جدیدی ارائه نموده و گسترش پیدا کرده‌است. ابهام و پیچیدگی در مفاهیم، تخصصی بودن و زمان طولانی درمان در دیگر روش‌های روان درمانی باعث شد تا تحلیل رفتار متقابل با مفاهیم اساسی و واژه‌های ساده سریعاً جایگزین روش‌های روان درمانی قدیمی گردید. به همین جهت تحلیل رفتار متقابل عمومیت یافته و هر جا که انسان‌ها حضور داشته و با یکدیگر ایجاد رابطه می‌نمودند کاربرد عملی پیدا کرد و ابزاری برای تغییر و حل مشکلات قرارگرفت. تحلیل رفتار یک مکتب علمی کاربردی می‌باشد که در آن از به کار بردن مفاهیم پیچیده اجتناب شده‌است و نظریات آن به صورتی مطرح شده‌اند که به راحتی می‌توان آن‌ها را مشاهده و تجربه نمود.

## ایده‌های کلیدی

### من خوبم تو خوبی
«من خوبم تو خوبی» شاید معروفترین عبارتی است که هدف تحلیل رفتار متقابل را نشان می‌دهد: «جایگاهی به وجود بیاید تا ارزش تک تک انسان‌ها را بشناسد. تحلیل رفتار متقابل، انسان‌ها را اساساً خوب به حساب می‌آورد و قابل تغییر و رشد و رفتار سالم.»

### نوازش
اریک برن مشاهده کرد که انسان‌ها به نوازش (معیاری از تحویل‌گرفته‌شدن بین افراد) برای زنده ماندن و رشد کردن نیاز دارند. شناخت چگونگی رد و بدل نوازش‌های مثبت و منفی بین انسان‌ها از قوی‌ترین زمینه‌های
کار در تحلیل رفتار متقابل است.
تعریف دیگری که می‌توان برای نوازش ارائه داد تأیید وجود فرد، توسط افراد دیگر است. به‌طور مثال همین که همسایه شما بعد از دیدن شما در خیابان لبخند می‌زند یا سر تکان می‌دهد به این معناست که شما نوازش دریافت کرده‌اید.
نوازش در تحلیل رفتار متقابل به دو نوع تقسیم می‌شود، نوازش مثبت و نوازش منفی. نوازش مثبت همچنان که از نام آن بر می‌آید مانند تقویت مثبت است یعنی فرد محرک دلخواه را دریافت می‌کند، در صورتی‌که نوازش منفی بیشتر به معنای تنبیه نزدیک است یعنی فرد با محرک آزار دهنده روبرو می‌شود.
اریک برن معتقد بود که هر نوع نوازشی اعم از نوازش منفی همواره بر نبود نوازش ارجحیت دارد
نوازش‌های غیابی
«نوازش‌های غیابی»
نوازش غیابی: نوعی از نوازش است که در غیاب فیزیکی فرستنده، از طریق نشانه‌ها، آثار یا یادگارها دریافت می‌شود و همچنان بار روانی و عاطفی خود را حفظ می‌کند.
نوازش‌ها معمولاً در بستر تعامل مستقیم شکل می‌گیرند. این مقاله با معرفی «نوازش‌های غیابی»، تلاش دارد بُعدی نو از تجربهٔ روانیِ ارتباط را تشریح کند که در آن، حضور فیزیکی فرستنده الزامی نیست.
تعریف نظریه نوازش‌های غیابی نوازش غیابی، نوعی از نوازش است که در غیاب فیزیکی یا کلامیِ فرستنده، اما با حضور روانی یا نمادین او دریافت می‌شود. این نوازش ممکن است از طریق نامه، یادداشت، هدیهٔ پستی، صدا یا تصویر ضبط‌شده، یا حتی شیئی به‌جامانده از فردی دیگر تجربه شود. در این حالت، پیام نوازشی بدون کنش تعاملی هم‌زمان منتقل می‌شود، اما گیرنده همچنان نوعی تأیید، توجه یا محبت را تجربه می‌کند.
در سطح تحلیل رفتار متقابل، نوازش غیابی را می‌توان «واحد ارتباط روانی از راه دور» نامید. این نوازش‌ها از مرز زمان و مکان عبور کرده و در لایه‌های «والد درون» و «کودک درون» دریافت و تفسیر می‌شوند. بسیاری از افراد، در هنگام تنهایی، افسردگی یا سوگ، از منابع غیابی نوازش دریافت می‌کنند: عکس قدیمی، صدای پیام صوتی، ردپای یک رابطه در گذشته. این نوازش‌ها می‌توانند عملکردی مکمل یا حتی جبرانی نسبت به نوازش‌های قطع‌شده یا ناموجود داشته باشند.
قابل ذکر است که نوازش‌های غیابی، به‌دلیل ساختار غیرمستقیم و نمادین خود، تقریباً به‌راحتی از فیلترهای روانیِ دریافت نوازش عبور می‌کنند. در بسیاری از موارد، افراد در مواجهه با نوازش‌های مستقیم ممکن است به‌دلیل تعارض، خشم یا گارد دفاعی آن‌ها را رد کنند، اما شکل غیابی همان پیام، به‌دلیل ناهم‌زمانی و نبود الزام به پاسخ فوری، شانس بیشتری برای دریافت، پردازش و تأثیر دارد.
از نمونه‌های بارز و قابل استناد در حوزهٔ نوازش‌های غیابی، می‌توان به نقاشی‌های دیواری غار لاسکو در فرانسه اشاره کرد که قدمتی بیش از ۱۷۰۰۰ سال دارند. این نقاشی‌ها اگرچه در عصر حاضر تنها به‌عنوان آثار تاریخی شناخته می‌شوند، اما در سطحی روانی، نوعی نوازش غیابی از انسان‌های اولیه به انسان امروز منتقل می‌کنند. مشاهدهٔ آن‌ها نوعی پیوند احساسی، کنجکاوی و تحسین را برمی‌انگیزد که بدون حضور خالقان اثر، واجد یک تجربه روانی و بین‌نسلی است. این مصداق به‌خوبی نشان می‌دهد که نوازش‌های غیابی می‌توانند در بسترهای فرهنگی، زمانی و حتی با شکاف هزاره‌ها، همچنان مؤثر باقی بمانند.
کارکرد روان‌شناختی نوازش‌های غیابی نوازش‌های غیابی از جنبه‌های مختلف روان‌شناختی و بالینی اهمیت دارند:
ترمیم خلأهای نوازشی در دوران سوگ یا فراق.
حفظ پیوند روانی در روابط دور، مجازی یا ناممکن.
تقویت هویت عاطفی فرد از طریق ابژه‌های نمادین.
تسهیل فرایند خوددرمانی در مواجهه با فقدان‌ها.
عبور از فیلترهای دفاعی و روانی در مواجهه با تعارضات.
موارد بالینی و مثال‌ها در تجربهٔ درمانی، مراجعانی گزارش داده‌اند که با دیدن دستخط عزیز ازدست‌رفته، یا شنیدن صدای ضبط‌شدهٔ او، احساس آرامش و تأیید عاطفی را تجربه کرده‌اند. همچنین در روابط عاشقانهٔ دور یا در زندانیان، دریافت نامه یا نشانه‌ای کوچک، گاه ارزشی معادل نوازش حضوری دارد. حتی در روابط متعارض نیز، نوازش‌های غیابی می‌توانند آغازگر نرم‌سازی فضا و بازیابی ارتباط شوند.
تمایز با مفاهیم مرتبط اگرچه مفاهیم مجاوری همچون خاطره‌انگیزی (Nostalgia)، دلبستگی (Attachment)، یا انتقال (Transference) شباهت‌هایی با نوازش غیابی دارند، اما همگی بر تجربهٔ روانی متفاوتی مبتنی‌اند. نوازش غیابی مستقیماً معطوف به «پیام‌های نوازشیِ غیربازخوردی» است که با وجود نبود فرستنده، اثر روانی جاری و زنده دارند.
نتیجه‌گیری نظریهٔ «نوازش‌های غیابی» با بازتعریف دامنهٔ نوازش در تحلیل رفتار متقابل، مسیر تازه‌ای برای درک عمق روابط انسانی، سوگ، حافظه، و ارتباط نمادین می‌گشاید. این نظریه می‌تواند ابزار بالینی مؤثری برای روان‌درمانگران، مشاوران و پژوهشگران ارتباطات انسانی باشد، به‌ویژه در جهانی که هر روز بیشتر با فاصله، مجاز، و غیاب روبه‌رو است.

## حالات خود

حالت‌های نفسانی

اریک برن با فهمیدن اینکه شخصیت انسان از سه حالت «خودآگاه» تشکیل شده رفتارهای پیچیده بین انسان‌ها را قابل فهم کرد. هر حالت «خودآگاه» یک مجموعه کامل از احساسات و فکرها و رفتارهایی است که ما با استفاده از آن‌ها واکنش نشان می‌دهیم. در واقع افراد در موقعیت‌های گوناگون رفتارهای مختلفی از خود بروز می‌دهند، و تحلیل ساختار شخصیت به معنی بررسی ساختار حالات شخصیت و رفتار انسان است که به صورت رفتاری و احساسی بروز می‌نماید. سه حالت «خودآگاه» والد و بالغ و کودک و فعل و انفعال بین آن‌ها پایهٔ نظریهٔ تحلیل رفتار متقابل را تشکیل می‌دهند. این مفهوم‌ها به خیلی از زمینه‌های مشاوره روان درمانی و تحصیل راه پیدا کرده‌اند.

### والد (باورهای تقلید شده)
قسمتی از رفتارها، افکار و احساسات انسان است که به دلیل تقلید ناخودآگاه از کارهایی که پدر و مادر انجام می‌دادند یا برداشت ما از رفتار آن‌ها است. رفتارهای مانند نصیحت کردن، سرزنش کردن، حمایت کردن، انتقاد کردن از جمله رفتارهای بازتابی این بخش می‌باشد. والد از دو قسمت والد کنترل‌کننده (مثبت و منفی) و والد حمایتگر مهربان (مثبت و منفی) تشکیل شده‌است. حالتی است که نمایانگر رفتار فرد به همان صورتی است که پدر و مادرش رفتار می‌کردند. در سال‌های اولیه کودکی باید و نبایدهای زیادی از طرف والدین به کودکان تحمیل شده یا یاد داده می‌شود. این مجموعه عظیم از وقایع خارجی و تحمیلی غیرقابل سؤال در حالت من والد کودک ثبت می‌گردد و در آینده بخشی از شخصیت فرد را تشکیل می‌دهد. این بخش از شخصیت با دستورالعملهای زندگی و باید و نبایدهای آن، قانونمداری، مسئولیت پذیری و عادتها سر و کار دارد. وقتی فردی بدون توجه به احساسات و عواطف، یا بدون توجه به تعقل و منطق به امری مبادرت می‌کند یا صحبت می‌کند یا دیگران را مجبور به انجام چنین اموری می‌نماید از این بخش شخصیت خود استفاده می‌کند.

### بالغ (ارزش‌ها)
بخشی از شخصیت است که رفتارهای «این مکانی-این زمانی» را شامل می‌شود؛ مثلاً ما در هنگام رانندگی، قوانین راهنمایی و رانندگی را رعایت می‌کنیم یعنی شرایط زمان و مکان را دریافت و بر اساس آن تصمیم به درست رانندگی کردن گرفته‌ایم. بالغ همان بخشی از افکار، رفتار و احساسات انسان است که شبیه پردازش کامپیوتری است و پاسخ ما به اتفاقات حال حاضر است. تقویت بالغ یکی از اهداف تحلیل رفتار متقابل است. ویژگی دیگر «بالغ» استفاده از تمام توانمندی‌های فرد برای حل مسائل است. بالغ را می‌توان همان نیروی در درون هر فردی می‌باشد که از آن تحت عنوان عقل و منطق یاد می‌شود.

### کودک
قسمتی از رفتارها، افکار و احساسات انسان است که تکرار دوران کودکی است. در واقع این حالت نمادی از بعد شخصیت کودک در درون هر فرد می‌باشد که رفتارهای عجولانه و غیر منطقی از خود بروز می‌دهد. همچنین این بخش شخصیت خود از سه الگوی رفتاری متفاوت مهر طلب، آزارگر و قربانی تشکیل شده‌است؛ مثلاً کسی که نتیجه خوبی در کارش می‌گیرد با یک لبخند درخشان پاسخ می‌دهد. کودک به چند قسمت از قبیل طبیعی، منزوی، تربیت
شده و پرخاشگر تقسیم می‌شود. کودک هرگز از لذت جویی سیر نمی‌شود – آینده را نمی‌بیند – خواسته اش را به تأخیر نمی‌اندازد. سرزندگی و هیجان، سیر کردن در تخیلات، لذت طلبی، لجبازی، دمدمی بودن، خلاقیت، کنجکاوی، علاقه به دانستن، اصرار به تجربه کردن و احساس کردن از جمله خصوصیات حالت من کودک است. این بخش از شخصیت فرد را وامی‌دارد که هر چیزی را شخصاً خودش تجربه کند. اصلاً خویشتن دار نیست و به عواقب احتمالی رفتارش توجهی ندارد. تمایلی به رعایت قیود اجتماعی، عرف، مذهب، قانون، تعقل و… ندارد.

## رفتارهای متقابل (تراکنش)
تراکنش‌ها (رفتارهای متقابل) به کنش‌های انسانی گفته می‌شوند که در پی آن‌ها از طرف مقابل انتظار پاسخ می‌رود؛ مثلاً سلام کردن، یا دراز کردن دست برای دست دادن یک تراکنش است، چون که از طرف انتظار پاسخ می‌رود. این پاسخ بستگی به حالت «خود» طرف متقابل دارد. در این مورد خاص -یعنی سلام کردن- پاسخ فرد می‌تواند از یک جواب سلام کوتاه تا یک احوال‌پرسی گرم و درازمدت متغیر باشد.
در تحلیل رفتارهای متقابل با تشخیص این که فرد با کدام حالت «خود» با دیگری رفتار می‌کند می‌توان رفتارهای بعدی او را پیش‌بینی کرد. با به صحنه آگاه آوردن این تشخیص می‌توان کیفیت و تأثیر ارتباطات افراد را بهبود داد.

### ویژگی‌های هر تیپ شخصیتی
تیپ شخصیتی یا نفسانی افراد بایکدیگر متفاوت است. اما معمولاً در درون یک سیستم یکپارچه شخصیت، هر یک از ما سه تیپ شخصیتی یا نفسانی وجود دارد؛ که بنابراین که چه شرایطی را تجربه می‌کنیم و این شرایط چه تأثیری و چه احساسی را در ما برانگیخته می‌کند هر یک از این تیپ‌های شخصیتی ممکن است فعال شود.
در واقع این سه تیپ شخصیتی سه شیوه مختلف از افکار، احساس و رفتار ماست. زمانی که رفتار و احساس و افکارمان شبیه به دوران کودکی مان هست و مانند کودکی خود هستیم در حالت شخصیتی (کودک) به سر می‌بریم. زمانی که همچون والدینمان فکر می‌کنیم یا رفتار می‌کنیم و احساس مان شبیه والدینمان است در حالت شخصیتی (والد) هستیم و زمانی که رفتارم پاسخی صریح و مستقیم به شرایط پیرامونم و وضیعت این زمانی، این مکانی در رابطه با آنچه در حال حاضر در اطرافم در حال وقوع است باشد در حالت شخصیت (بالغ) به سر می‌بریم.

## بازی‌ها
اریک برن یک سری الگوهای رفتار اجتماعی نا سالم را به عنوان بازی تعریف می‌کند. این رفتارهای تکرار شونده و منحرف اصولاً برای به دست آوردن نوازش هستند اما در عوض احساسات منفی را تقویت می‌کنند و مانند ماسک جلوی بروز مستقیم احساسات و افکار را می‌گیرند. اریک برن برای این بازی‌ها اسم‌های آشنایی انتخاب کرده‌است.
وی معتقد است رفتارهای نا سالم نتیجه تصمیمات محدودکننده‌ای است که در کودکی به دلیل علاقه به زنده ماندن گرفته شده‌اند. این تصمیمات در چیزی که برن آن را پیش‌نویس (یک نقشه از قبل کشیده شده برای اینکه زندگی چگونه زندگی شود) می‌نامد به اوج می‌رسند. عوض کردن پیش‌نویس زندگی هدف روان درمانی مبتنی بر نظریه تحلیل رفتار متقابل است.
برن معتقد بود که این بازی‌ها در خانواده‌ها جاری و ساری هستند به این معنا که هر خانواده‌ای الگوی بازی‌های منحصر به فرد خود را دارد که نسل به نسل از طریق یادگیری منتقل می‌شود.
او بازی‌ها را از نظر شدت به سه درجه تقسیم کرد. به این معنا که هر فرد با الگویی که از خانواده خود می‌آموزد یک بازی واحد را ممکن است با شدت درجه یک، که در نهایت مقداری مشکلات میان فردی ایجاد کند، درجه دو، که منتج به مشکلات عدیده در زمینه‌های مختلف شود، درجه سه که مشکلات جدی از قبیل مشکلات قانونی نظیر زندانی شدن، قتل و … ایجاد کند، اجرا نماید.